# Карабутово (Конотопский район)
Карабутово (укр. Карабутове) — село,
Карабутовский сельский совет,
Конотопский район,
Сумская область,
Украина.
Код КОАТУУ — 5922084101. Население по переписи 2001 года составляло 505 человек.
Является административным центром Карабутовского сельского совета, в который, кроме того, входит село
Нехаевка.

## Географическое положение
Село Карабутово находится на правом берегу реки Ромен, выше по течению на расстоянии в 1 км расположено село Куриловка, ниже по течению на расстоянии в 6 км расположено село Шевченково. Село окружено большим количеством ирригационных каналов. Через село проходит автомобильная дорога P-60
За 3 км от деревни находится Карабутовское водохранилище.

## История
- Село Карабутово основано приблизительно в 1572 году под названием Корибутов, когда магнаты Корибуты-Вишневецкие построили здесь укрепление, позже село было сотенным местечком, центром волости и района.
- С 1764 года село было частным владением Кирилла Разумовского.

## Экономика
- ООО «Батькивщина».
- Фермерское хозяйство «Гуторки».

## Объекты социальной сферы
- Клуб.
- Фельдшерско-акушерский пункт.
- Церковь
- Библиотека